# Philips van Marnix

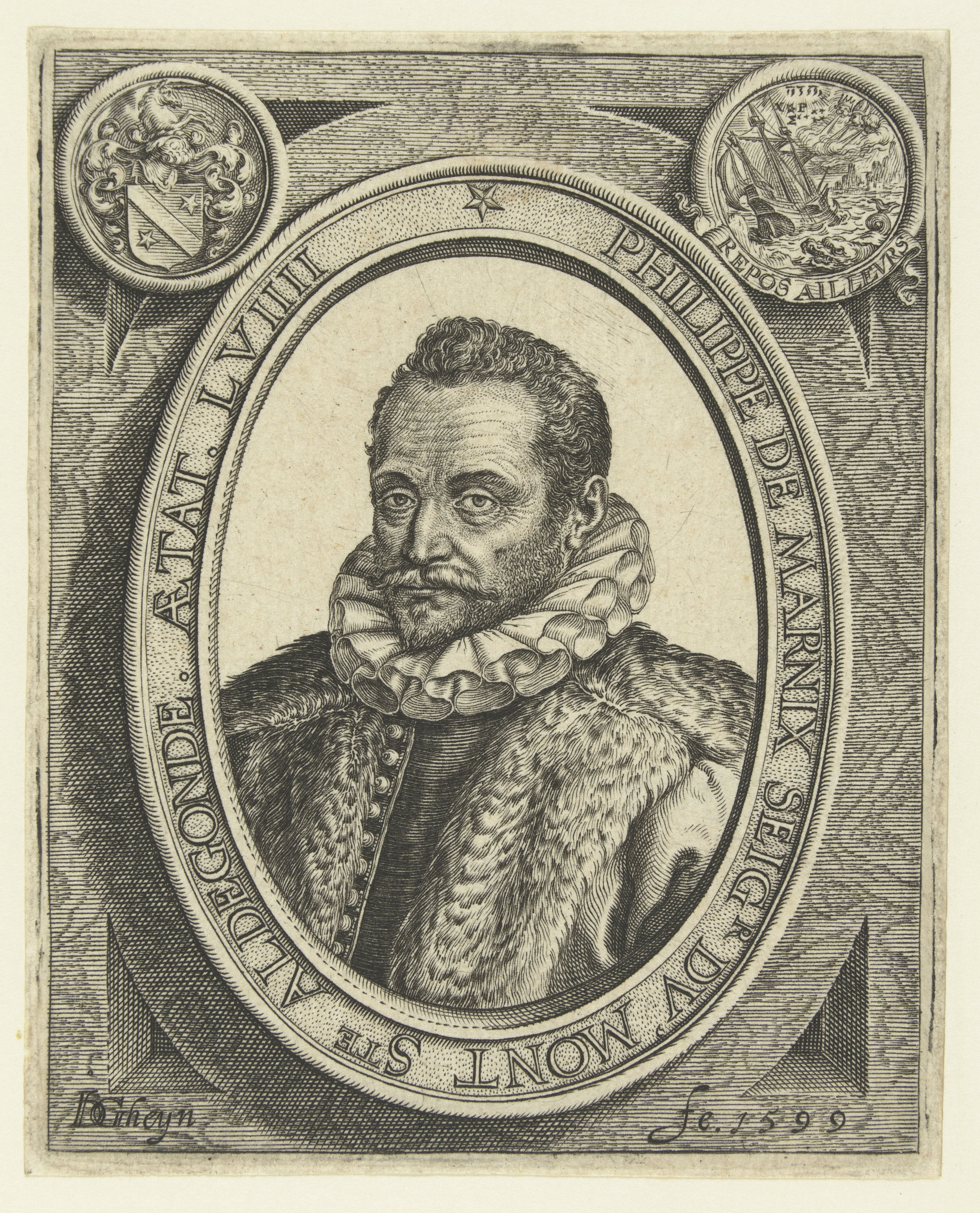
Philips van Marnix

Philips van Marnix, herre av Mont Sint-Aldegonde, född 7 mars/20 juli 1540 i Bryssel, död 15 december 1598 i Leiden, var en nederländsk statsman och vetenskapsman.
Marnix studerade juridik i Genève under Jean Calvin och övergick till reformerta läran, trädde sedermera i nederländsk krigstjänst och spelade en framstående roll i spansk-nederländska krigets historia. Allmänt anses han ha skriftligen avfattat den bekanta överenskommelse ("kompromiss"), som nederländska ädlingar högtidligen ingick i Breda 1566 med uppgift att av all makt hindra det spanska förtrycket, i synnerhet inkvisitionen.
Vid Fernando Álvarez de Toledo Albas ankomst 1567 flydde Marnix till Tyskland, men återvände på Vilhelms av Oranien kallelse och tjänstgjorde sedan som Nederländernas underhandlare med hoven i Paris och London samt vid riksdagen i Worms 1578. Till upprättandet av universitetet i Leiden och avslutandet av fördraget ("pacifikationen") i Gent 1576 bidrog han kraftigt. Kallad till borgmästare i Antwerpen 1583, försvarade han denna stad över ett år mot spanjorerna, men nödgades 1585 kapitulera, drabbades därför av tadel och ovilja samt levde sedermera i tillbakadragenhet, med kortare avbrott, såsom då han 1590 avgick som sändebud till Paris. Han sysselsatte sig under de sista åren av sitt liv främst med teologiska arbeten. 
Marnix var även en mycket lärd man och mycket framstående som talare, prosaförfattare och skald. Hans litterära verksamhet var omfattande och av stor betydelse för det nederländska språkets utveckling och hans satir De byenkorf der heilige roomsche kercke är berömd. Hans samlade skrifter utgavs 1855–59 i sju band under titeln Oeuvres de Philippe de Marnix av La Croix, hans religiösa och teologiska arbeten i tre band 1871–91 av Johan Justus van Toorenenbergen. Han anses ha författat den förnämsta geusesången, "Wilhelmus van Nassouwe", som nu är Nederländernas nationalsång.

## Utmärkelser
Asteroiden 5002 Marnix är uppkallad efter honom.